# Astrid Söderbaum
Astrid Elzie Hildegard Söderbaum-Lilljeqvist, född 30 juni 1919 i Demmin i Tyskland, död 28 november 2022 i Sala distrikt i Västmanlands län, var en svensk skådespelare och sångare. 
Till hennes mer kända inspelningar hör schlagern Valpen i Fönstret (1953) tillsammans med Cacka Israelsson och Krakel Spektakel Skivan (1955). 
Hon var från 1940 gift med ingenjör Rolf Lilljeqvist (1918–1976).

## Filmografi i urval
- 1952 – Oppåt med Gröna Hissen
- 1957 – Lille Fridolf blir morfar
- 1957 – Gäst i eget hus
- 1958 – Att sälja rätt
- 1968 – Husmors filmer våren 1968
- 1968 – Husmors filmer hösten 1968

## Teater

### Roller
| År   | Roll      | Produktion                                            | Regi           | Teater                   |
| ---- | --------- | ----------------------------------------------------- | -------------- | ------------------------ |
| 1942 | Kasperina | Kaspers död Ingmar Bergman                            | Ingmar Bergman | Stockholms studentteater |
| 1943 | Lilian    | Vem är jag eller När fan ger ett anbud Carl Erik Soya | Ingmar Bergman | Stockholms studentteater |
| 1947 | Connie    | Älskling, jag ger mig Mark Reed                       | Sture Ericson  | Boulevardteatern         |
| 1965 |           | Värdshuset den blaserade guldfisken Esse Björkman     | Lasse Krantz   | Boulevardteatern         |

## Radioteater

### Roller
| År   | Roll          | Produktion            | Regi               |
| ---- | ------------- | --------------------- | ------------------ |
| 1941 | Elsa Johanson | John Blundqvist Berco | Carl-Otto Sandgren |